# Orden Ogan
Orden Ogan — музикальний, німецький пауер-метал гурт з елементами прогресивного та фолк-металу. Гурт був створений в 1996 році Себастьяном Грютлінгом (барабанщик), та Себастьяном Леверманом (вокал і гра на гітарі). На даний момент вони мають три демо, та сім студійних альбомів і підписали контракт з AFM Records.
Гурт також є організаторами німецького метал-фестивалю WinterNachtsTraum, на якому виступали такі музикальні групи, як Rage, Sinister, Axxis, Ensiferum, Van Canto та Agathodaimon.

## Історія
Заснований у червні 1996 року, як Tanzende Aingewaide, гурт був перейменований на Orden Ogan у 1997 році. Orden Ogan означає «Орден Страху», причому «Orden» — німецьке слово, що означає «Порядок», а «Ogan» — старокельтське слово, що означає «Страх».
Група випустила три демозаписи: Into Oblivion (1998), Soli Deo Gloria (1999) і Testimonium AD (2004).
Гурт вважає початком своєї історії - 2008 році, що пов'язують з випуском свого першого студійного альбому "Vale", який вийшов на лейблі Yonah Records у Німеччині, та був гарно зустрінутий європейською пресою, та критиками. Німецький журнал Rock Hard Magazine назвав гурт «єдиним законним наступником Blind Guardian». Пізніше, в 2009 році, альбом "Vale"  був випущений в Бразилії та Японії. "Vale" також є першим з альбомів гурту, де представлений їхній талісман Алістер Вейл. Обкладинки для всіх студійних альбомів гурту створив Андреас Маршалл, який також створював обкладинки для інших гуртів, серед яких і Blind guardian. Пісні гурту також можуть містити глибший зміст, але всі студійні альбоми включають вільну концепцію історії їхнього талісмана Алістера Вейла - безсмертного, який проклятий і змушений рухатися вперед і далі, але все, що він залишає, руйнується. У 2008 році гурт Орден Оган брав участь у понад 50 концертах, таких як Rock am Ring (Ger, Hi8 stage), Metal Healing у Греції, Rock Harz у Німеччині та Metal Camp у Словенії.
У 2010 році Orden Ogan випустив свій другий студійний альбом - "Easton Hope", на їх нинішньому лейблі AFM Records. Після релізу гурт Orden Ogan здійснили свій перший європейський тур на підтримку Tiamat.
Після зміни складу в 2011 році Орден Оган повернувся в альбомі 2012 року зі своїм третім студійним альбомом "To The End", який посів 41 місце в німецьких чартах. Перша пісня альбому - "The Things we Believe in", станом на 2022 рік набрав понад 6,2 мільйона переглядів на YouTube.

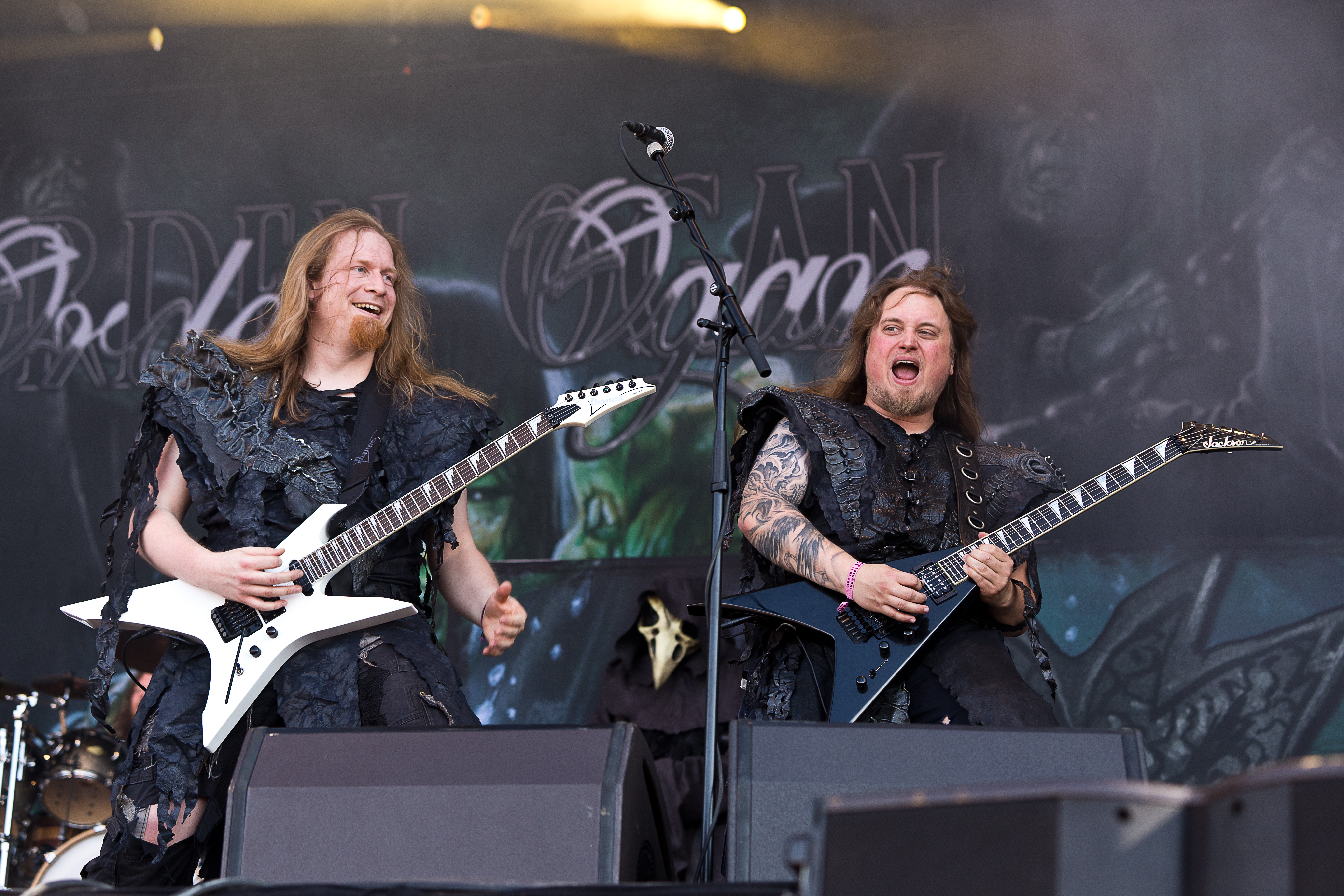
Orden Ogan на фестивалі Rockharz 2015 у Балленштедті.

У 2013 році було оголошено, що група вперше виступить у Сполучених Штатах у 2014 році, беручи участь у фестивалі потужної прогресивної музики ProgPower USA XV. Гурт також брав участь у Wacken Open Air, фестивалі Made of Metal у Чехії та вирушив у тур із Rhapsody та Freedom Call.
У 2014 році фронтмен "Orden Ogan" - Себастьян «Сіб» Леверманн заснував Greenman Studio, де зараз він зводить аудіо для uehne. Greenman Studio також зводила пісні для гурту Rhapsody of Fire.
У 2015 році "Orden Ogan" випустив свій четвертий студійний альбом "Ravenhead", який посів 16 місце в німецьких чартах і 56 місце в швейцарських чартах в тому ж році.
7 липня 2017 року "Orden Ogan" випустив свій п'ятий студійний альбом "Gunmen".
19 травня 2017 року "Orden Ogan" опублікував відео на перший сингл свого п’ятого альбому "Gunman" на YouTube.
16 жовтня 2019 року гурт підтвердив, що найняв Стівена Вуссова (екс-басист гурту Xandria) як нового басиста.
Шостий студійний альбом гурту - "Final Days" був анонсований 6 грудня 2019 року і спочатку мав вийти 28 серпня 2020 року, але пізніше був перенесений на 12 березня 2021 року через пандемію COVID-19. Перша пісня з альбому «In the Dawn of the AI» була випущена 24 липня 2020 року разом із музичним відео. Другий сингл, «Heart of the Android», вийшов 4 грудня 2020 року. Альбом був випущений у березні, досягнувши 3 місця в німецьких чартах
У липні 2022 року гурт виступив на Live at Wacken Open Air 2022

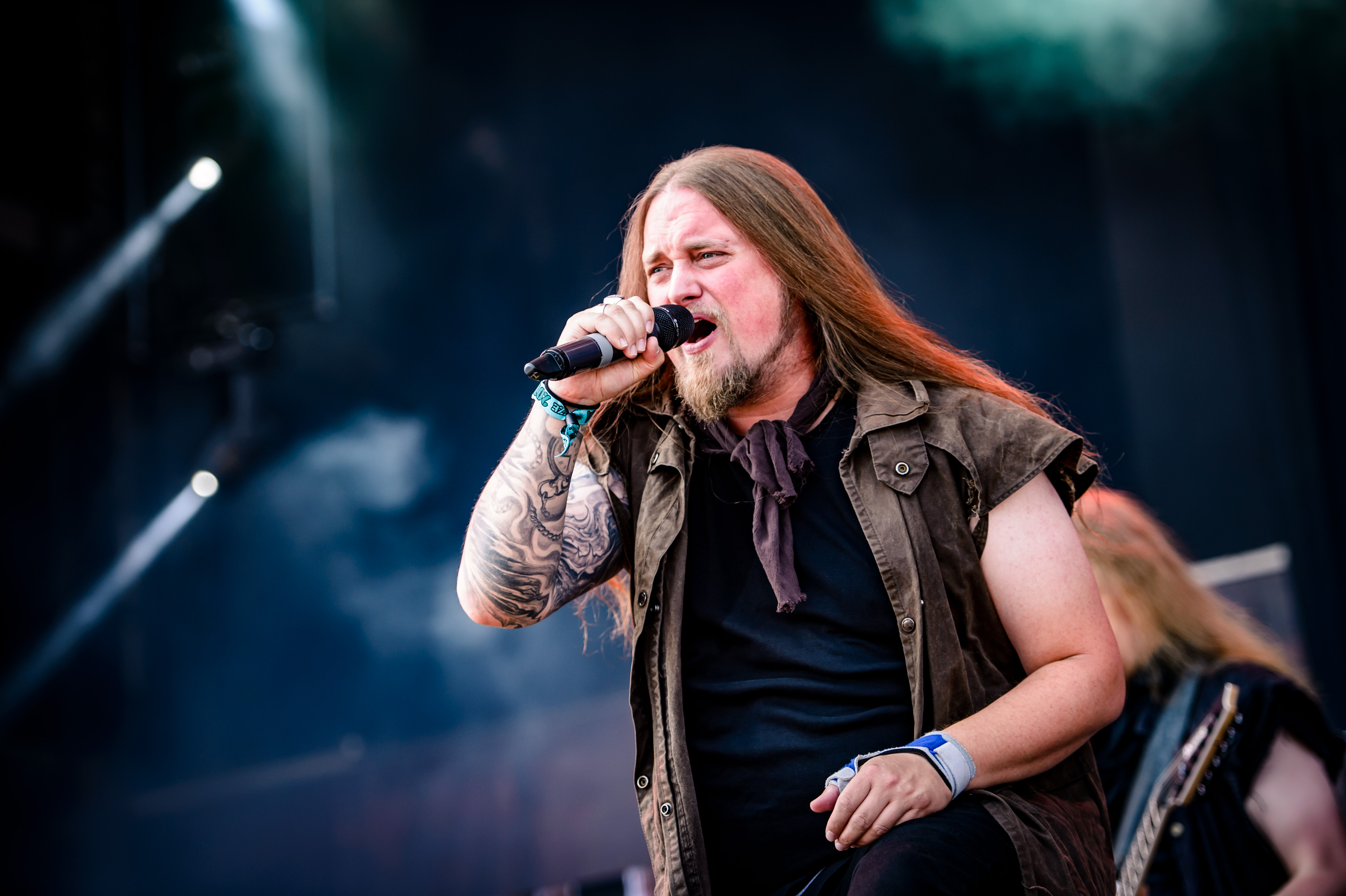
Себастьян "Сіб" Леверманн в 2018 році

21 жовтня 2022 року гурт випустив свій сьомий студійний альбом Final Days (Orden Ogan and Friends). Альбом є триб'ютом їхньому попередньому альбому Final Days і містить ті ж пісні, але з запрошеними вокалістами з інших гуртів.
Окрім цих пісень, до альбому також увійшла пісня "December", яка спочатку мала вийти разом з оригінальним альбомом "Final Days". Тема "December", що стосується вірусу-вбивці, який вбиває більшу частину людства, була визнана занадто чутливою для включення в оригінальний реліз "Final Days" через триваючу пандемію COVID-19, і тому була виключена з оригінального альбому з поваги до тих, хто постраждав. Нова пісня також була випущена разом із відеокліпом на YouTube на каналі AFM Records на YouTube.
У Spotify Wrapped Artist Message Orden Ogan 2023 року Леверманн оголосив прихильникам, що новий альбом під назвою "The Order of Fear" буде випущений у 2024 році. 16 лютого 2024 року лейбл Reigning Phoenix Records анонсував восьмий студійний альбом гурту "The Order of Fear", реліз якого відбудеться влітку 2024 року. Разом з анонсом вийшов і перший сингл з альбому, "My Worst Enemy".
5 березня 2024 року гурт разом з Feuerschwanz та Dominum випустили спільний кліп під назвою "The Unholy Grail".

## Учасники гурту
| - Себастьян "Seeb" Леверманн – гітари, клавішні, головний вокал (1996 – до тепер) - Нільс Льоффлер – бас (2011–2019), гітари (2019 – до тепер) - Дірк Майєр-Берхорн – барабани (2011 – до тепер) - Стівен Вусов – бас (2019 – до тепер) - Патрік Сперлінг– гітари (2020 – до тепер) | - Marc Peters – гітара (1998–2000) - Stefan Manarin – гітари (2000–2006) - Verena Melchert – флейта (2001–2004) - Christina Decker – клавішні (1996–2000) - Sebastian Severin – бас (1996–2007) - Sebastian "Ghnu" Grütling – ударні (1996–2011) - Lars Schneider – бас (2007–2011) - Nils Weise – клавішні (2007–2011) - Tobias Kersting – гітари (2007–2020) |

## Дискографія

### Демо
- Into Oblivion demo (1998)
- Soli Deo Gloria demo (1999)
- Testimonium A.D. demo (2004)

### Студійні альбоми
- Vale (2008)
- Easton Hope (2010)
- To the End (2012)
- Ravenhead (2015)
- The Book of Ogan (2016)
- Gunmen (2017)
- Final Days (2021)

### Сингли / Музичні кліпи
- We Are Pirates! (2010)
- The Things We Believe In (2012)
- Land of the Dead (2012)
- Fever (2014)
- Gunman (2017)
- Come with Me to the Other Side (2017)
- Fields of Sorrow (2017)
- In the Dawn of the AI (2020)
- Heart of the Android (2020)
- Inferno (2021)
- It Is Over (2022)
- Absolution For Our Final Days (2022)
- Interstellar (2022)
- December (2022)[21]

## Зовнішні посилання
- Офіційний сайт
- WinterNachtsTraum Festival
- Metalholic interview